# Somos región Colombia
 (août 2018).
Si vous disposez d'ouvrages ou d'articles de référence ou si vous connaissez des sites web de qualité traitant du thème abordé ici, merci de compléter l'article en donnant les références utiles à sa vérifiabilité et en les liant à la section « Notes et références ».
Aile Équipe Colombie (en espagnol : Alas Equipo Colombia) est un parti politique colombien d'orientation conservatrice, issu de la fusion du mouvement ALAS et du mouvement Equipo Colombia en décembre 2005.
- Alternativa Liberal de Avanzada Social est une scission du Parti libéral colombien dans le département de Cesar, après avoir essayé de se rapprocher des forces qui allaient former le Parti de l'U, il se décide à rejoindre le mouvement Equipo Colombia.

- Equipo Colombia est une scission du Parti conservateur colombien qui suit l'ancien Maire de Medellín en 2004.

En 2017 le parti a été reformé sous la dénomination Somos región Colombia.
1. ↑  (es) « Somos región Colombia, el partido que reemplazará a Alas », El Pilón,‎ 5 juillet 2017 (lire en ligne)